# Katie Puckrik

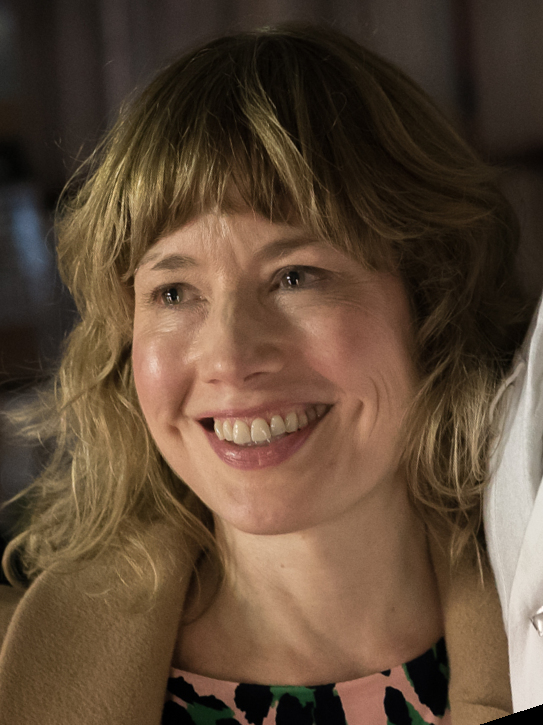
Katie Puckrik (2015)

Katie Puckrik (geb. 12. Juli 1962 in Virginia) ist eine amerikanische Journalistin und DJ, die zumeist im Vereinigten Königreich arbeitet.
Sie unterhält einen Duftkanal auf YouTube und den Blog Katie Puckrik Smells, der sich ebenfalls mit Gerüchen befasst. Daneben schreibt sie Kolumnen, zum Beispiel für den Guardian. Als DJ ist sie für BBC Radio 6 Music und sporadisch für BBC Radio 2 tätig. Daneben veröffentlicht zusammen mit Tom Fordyce sie den Podcast We Didn’t Start the Fire, eine Hommage an den Billy-Joel-Gassenhauer. Puckrik hat laut eigener Aussage den Begriff „Ladette“ geprägt.